# Werkgeheugen (mens)
Het werkgeheugen is een tijdelijke opslagplaats van taak-relevante informatie in de hersenen. Het speelt vooral een rol bij actieve denkprocessen. Het kan verschillende vormen aannemen, zoals activatie van oude herinneringen (een beeld van een vroegere vakantie) of het vasthouden van meer recente gebeurtenissen, zoals het onthouden van een nieuw telefoonnummer. Ook kan het betrekking hebben op bewerkingen die worden toegepast op de inhoud van het geheugen (zoals bij het maken van rekensommen) of het sturen van ons actuele gedrag in complexe situaties (bijvoorbeeld: ik moet rechts afslaan na het derde stoplicht).

## Theorieën
De bekendste theorie van het werkgeheugen is afkomstig van A.D. Baddeley en J.G. Hitch. Zij onderscheidden de volgende vier componenten van het werkgeheugen:
- een fonologische lus; deze heeft als taak auditieve informatie zoals klanken en gesproken woorden op te slaan
- een visuospatieel kladblok; deze slaat visuele informatie, zoals beelden en gezichten van mensen op, en,

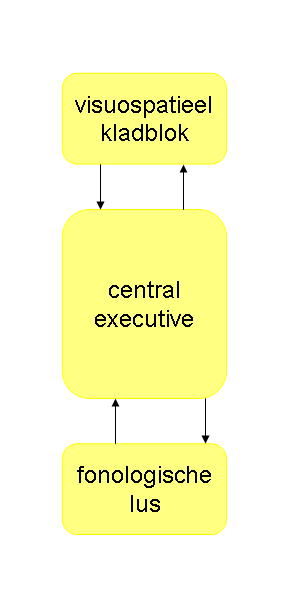
Werkgeheugenmodel van Baddeley en Hitch

- een central executive; Werkgeheugenmodel van Baddeley en Hitch. Dit systeem stuurt de aandacht, en de informatiestroom in beide lussen. De beide lussen worden ook wel slave systems genoemd omdat zij ondergeschikt zijn aan de central executive. Het voordeel van deze theorie is dat er niet meer van een kunstmatige scheiding tussen lange- en kortetermijngeheugen wordt uitgegaan. Het werkgeheugen incorporeert immers beide soorten geheugens. Verder wordt het geheugen niet meer als een unitair passief systeem gezien, maar als een actief systeem dat informatie volgens verschillende codes kan opslaan, vasthouden en bewerken.
- een episodisch buffer; dit systeem integreert informatie van verschillende delen van het werkgeheugen (visueel, ruimtelijk en fonologisch) zodat de informatie begrijpelijk is. Dit zorgt ervoor dat we problemen kunnen oplossen en vroegere ervaring kunnen evalueren op grond van nieuwe kennis.

## Taken
Het werkgeheugen is bij mensen onderzocht met taken als de n-terug-taak, en de Wisconsin Card Sorting Test. In apenstudies is er veel onderzoek gedaan met de uitgesteldereactietaak. Hierbij moeten proefdieren een keuze maken uit twee plateaus die voor de kooi zijn geplaatst. De linker- of rechterplaats van de beloning (voedsel) onder een van de twee plateaus wordt over verschillende proeven willekeurig gevarieerd. Nadat het proefdier eerst heeft kunnen zien waar het voedsel is geplaatst, moet het na een variabel interval waarbij een scherm voor de kooi wordt neergelaten, de plaats van het voedsel kiezen.

## Neurale basis
Er is de laatste 20 jaar veel onderzoek gedaan naar hersenfuncties die met het werkgeheugen zijn geassocieerd. Dit betrof onderzoek naar patiënten met hersenbeschadigingen en hersenbeeldvormend onderzoek met gezonde proefpersonen. Ook het dieronderzoek leverde nuttige informatie op. De theorie van Baddeley en Hitch bleek daarbij redelijk aan te sluiten bij de functionele anatomie van de posterieure (achterste) hersenen, waarin eveneens netwerken kunnen worden onderscheiden voor opslag en verwerken van verbale en visuele informatie. Dit zijn respectievelijk de talige gebieden van de linkerhersenhelft (centrum van Wernicke), en de pariëtaal-occipitale gebieden van de rechterhersenhelft. Er zijn echter ook aanwijzingen dat deze indeling niet altijd klopt. Een andere mogelijke functionele indeling van de hersenen is gebaseerd op twee verschillende visuele systemen in de posterieure cortex; de zogeheten ventrale route en dorsale route. Deze twee systemen zouden dus mede als slave-systemen kunnen fungeren. De gebieden in deze routes zijn gespecialiseerd in het verwerken van informatie over respectievelijk objecten (zoals vormen en patronen) en ruimtelijke informatie. De functies van de central executive bleken daarentegen goed te corresponderen met netwerken in de frontale (voorste) hersengebieden, zoals de dorsolaterale prefrontale schors (zie verder ook executieve functies).

## Geheugenstoornissen
Bij stoornissen in het langetermijngeheugen blijft vaak het werkgeheugen intact. Zo kunnen amnesiepatiënten geen nieuwe informatie meer opslaan in hun langetermijngeheugen, maar vaak nog wel informatie voor kortere of langere tijd in het werkgeheugen vasthouden (zie ook: patiënt HM). Deze patiënten kunnen bijvoorbeeld nog wel gesprekken volgen en voeren, of bepaalde voorstellingen en gebeurtenissen in de buitenwereld begrijpen. Ook de omgekeerde situatie: een verstoord werkgeheugen maar een intact langetermijngeheugen komt ook voor. Ten slotte blijken stoornissen in het werkgeheugen soms materiaalspecifiek: men heeft bijvoorbeeld problemen met verbaal materiaal (woorden of zinnen) maar niet met het zich voorstellen van complexe figuren.